# Caress of Steel
| Recensione | Giudizio |
| ---------- | -------- |
| AllMusic   |          |

Caress of Steel è il terzo album in studio della band canadese Rush, pubblicato il 24 settembre 1975.
Il disco è stato registrato e mixato presso i Toronto Sound Studios di Toronto; le sedute di registrazione, eseguite a metà luglio 1975, sono durate solo 12 giorni. Certificato disco d'oro dalla RIAA il 1º dicembre 1993.

## Descrizione
Il disco, considerato quello che avrebbe dovuto essere l'album del successo per i Rush, vendette effettivamente meno del lavoro precedente, e venne considerato una delusione dalla loro compagnia produttrice. Tuttavia, nonostante ai tempi l'album ottenne riscontri di vendite piuttosto negativi -complice anche la insufficiente campagna promozionale fatta dalla etichetta discografica e i pochi passaggi radiofonici ottenuti dai brani, considerati poco adatti- oggi è stato in parte rivalutato.
Caress of Steel mette in luce l'avvicinamento del gruppo agli standard del rock progressivo, già accennato nel precedente lavoro: brani dall'elevato minutaggio, divisi in parti, lunghi assoli molto tecnici e estese parti strumentali sono tutte caratteristiche presenti nel disco.
L'album si apre con un brano che riporta le influenze dei Led Zeppelin ancora molto riconoscibili nel sound del gruppo, Bastille Day, che parla della presa della Bastiglia durante la rivoluzione francese; le suddette influenze siano percepibili su tutte le tracce più corte del disco, comprese quindi I Think I'm Going Bald e Lakeside Park. 
The Necromancer è un brano complesso, suddiviso in tre capitoli: un negromante è colui che pratica la necromanzia, una forma di divinazione che prevede l'evocazione di Spiriti operativi per avere informazioni sul futuro. La voce narrante posta a introdurre le varie parti che compongono il brano è di Neil Peart. La canzone apre con forti influenze da Il Signore degli Anelli: Frodo, Samvise Gamgee e Gollum sono i tre viaggiatori, e Sauron è il negromante. Lo sviluppo della trama contempla il ritorno di By-Tor di Fly by Night, stavolta come eroe e non come antagonista. 
L'ultima canzone contenuta nel disco, The Fountain of Lamneth, suddivisa in 6 parti, nel testo racconta una storia completa, che parla di un uomo in cerca della fontana di Lamneth, che si suppone essere la fonte della giovinezza, e ripercorre i passi del suo viaggio, illustrandoli, in fin dei conti, come situazioni negative che ostacolano il suo progresso.
Caress of Steel è il primo lavoro dei Rush nel quale la parte grafica è curata da Hugh Syme, cosa che succederà anche per tutte le produzioni future.
Originariamente, la copertina dell'album avrebbe dovuto essere in una tonalità color argento (richiamando così l'acciaio -steel- menzionato nel titolo): a causa di un errore di stampa, venne realizzata color rame.
Le recensioni parlano di Caress of Steel come un album ambizioso, ma poco definito, soprattutto a causa della ancora scarsa padronanza nel concepire pezzi lunghi e strutturati da parte della band. I pezzi brevi vengono apprezzati, salvo I Think I'm Going Bald, pesantemente stroncata; secondo altre recensioni l'album risulta esser di alto livello e The Fountain of Lamneth viene definita completa e ben scritta. Anche le recensioni d'epoca sono controverse: chi pur apprezzando il lavoro della band, e mostrandosi fiducioso nel futuro, parla di un disco incomprensibile e perfino ridicolo; chi vede delle grandi potenzialità e una originalità rara in ambito hard-rock.

## Tracce
Testi di Neil Peart, musiche di Geddy Lee e Alex Lifeson.
1. Bastille Day – 4:37
2. I Think I'm Going Bald – 3:37
3. Lakeside Park – 4:08
4. The Necromancer (A Short Story by Rush) – 12:30
5. The Fountain of Lamneth – 20:03

## Formazione
- Geddy Lee - basso e voce
- Alex Lifeson - chitarra elettrica 6 e 12 corde, chitarra classica, steel guitar
- Neil Peart - batteria e percussioni, voce narrante in The Necromancer[3]

## Classifiche
| Classifica (1975) | Posizione massima |
| ----------------- | ----------------- |
| Stati Uniti       | 148               |

## Principali edizioni e formati
Caress of Steel è stato pubblicato nel corso degli anni in varie edizioni, ristampe e formati; queste le principali:
- 1975, Mercury Records, formato: LP, MC, 8-Tracks
- 1987, Mercury Records, formato: CD
- 1997, Mercury Records, formato: CD, rimasterizzato
- 2015, Mercury Records, formato: LP (vinile 200 g.), rimasterizzato
- 1978, Mercury Records, all'interno del cofanetto Archives, formato: LP, MC
- 2011, Mercury Records, all'interno del cofanetto Sector 1, formato: CD, rimasterizzato